# Albi di Dylan Dog (2005)
Albi del fumetto Dylan Dog pubblicati nel 2005.
| Nr. | Titolo                      | Mese di pubblicazione | Soggetto          | Sceneggiatura     | Disegni              | Copertina    |
| --- | --------------------------- | --------------------- | ----------------- | ----------------- | -------------------- | ------------ |
| 221 | Il tocco del diavolo        | gennaio               | Paola Barbato     | Paola Barbato     | Fabio Celoni         | Angelo Stano |
| 222 | La saggezza dei morti       | febbraio              | Michele Medda     | Michele Medda     | Giovanni Freghieri   | Angelo Stano |
| 223 | Le due vite di Dream        | marzo                 | Pasquale Ruju     | Pasquale Ruju     | Luigi Piccatto       | Angelo Stano |
| 224 | Sul filo dei ricordi        | aprile                | Pasquale Ruju     | Pasquale Ruju     | Giovanni Freghieri   | Angelo Stano |
| 225 | Insonnia                    | maggio                | Michele Masiero   | Michele Masiero   | Ugolino Cossu        | Angelo Stano |
| 226 | 24 ore per non morire       | giugno                | Giuseppe De Nardo | Giuseppe De Nardo | Daniele Bigliardo    | Angelo Stano |
| 227 | Istinto omicida             | luglio                | Michele Masiero   | Michele Masiero   | Giampiero Casertano  | Angelo Stano |
| 228 | Oltre quella porta          | agosto                | Paola Barbato     | Paola Barbato     | Luigi Piccatto       | Angelo Stano |
| 229 | Il cielo può attendere      | settembre             | Michele Masiero   | Michele Masiero   | Corrado Roi          | Angelo Stano |
| 230 | L'inquilino misterioso      | ottobre               | Michele Masiero   | Michele Masiero   | Giovanni Freghieri   | Angelo Stano |
| 231 | Nightmare Tour              | novembre              | Pasquale Ruju     | Pasquale Ruju     | Maurizio Di Vincenzo | Angelo Stano |
| 232 | Un fantasma a Scotland Yard | dicembre              | Tito Faraci       | Tito Faraci       | Ugolino Cossu        | Angelo Stano |

## Il tocco del diavolo
Ash è un demone che si ritrova a Londra dopo essere stato cacciato dall'inferno, e nella città induce persone infelici ad uccidere. Per questo Dylan Dog, messo in coppia da Bloch al cinico e sgradevole criminologo esperto di paranormale Dustin Pierce, detto Dust, cercherà di rintracciarlo per ricacciarlo all'inferno. 

## La saggezza dei morti
Dylan Dog si reca a Lowhill, un tranquillo paesino in cui i morti escono dalle tombe aggirandosi per le strade della cittadina.

## Le due vite di Dream
Dream è una giovane ragazza che a seguito in un brutto incidente si ritrova ad oscillare tra la vita e la morte. Soffre infatti di un disturbo per cui occasionalmente cade in uno stato di incoscienza, durante questi periodi si ritrova catapultata all'inferno. Chiederà così l'aiuto di Dylan Dog affinché risolva il suo problema.

## Sul filo dei ricordi
Eva Collins è una ragazza che soffre di un particolare disturbo della memoria a breve termine, i suoi ricordi recenti infatti si cancellano dopo poche ore. Nonostante questo è convinta di ricordare perfettamente e in ogni più piccolo dettaglio il momento in cui un killer l'ha uccisa. Decide quindi di assumere Dylan Dog affinché rintracci chi l'ha uccisa.
- Nonostante non si tratti di un albo celebrativo è, in maniera inusuale, completamente a colori.

## Insonnia
Dylan Dog indaga sulla Qibex, una multinazionale farmaceutica specializzata nel trattamento delle malattie del sonno. Tempo prima un ricercatore da tempo insonne commise una strage e ora un altro dipendente, anche lui sofferente di insonnia, ha orrende allucinazioni. Il filo comune è che tutte queste persone giurano di aver visto l'Uomo dei Sogni delle fiabe dei bambini. 

## 24 ore per non morire
Dylan Dog e Sean Cassidy, un mediatore finanziario, vengono avvelenati a loro insaputa dal miliardario Harold Barrett. L'uomo vuole vendicare la morte del figlio Thomas ed è convinto che uno dei due sia il colpevole. Solo lui possiede l'antidoto, così Dylan e Sean hanno 24 ore per scoprire chi dei due è il vero colpevole e avere salva la vita prima che il veleno faccia effetto. 

## Istinto omicida
Joe Storm è misteriosamente morto all'interno della sua cella. L'uomo, oltre ad essere un popolare presentatore televisivo di un famoso talk show, era anche un serial killer con all'attivo ventisei omicidi. Quando a Londra iniziano ad essere uccise persone con le stesse modalità utilizzate da Storm, un poliziotto, Mike Watson, decide di rivolgersi a Dylan Dog convinto che il serial killer sia tornato dall'inferno.

## Oltre quella porta
Questa volta nessun caso da risolvere per Dylan Dog, il quale non può fare altro che attendere nella sala d'aspetto dell'ospedale che la persona in sala operatoria sopravviva all'intervento chirurgico a cui è sottoposta.

## Il cielo può attendere
Angel è un angelo custode che viene improvvisamente rapito da un misterioso gruppo di personaggi vestiti di nero che lo sottopongono a esperimenti e al taglio delle ali. Riesce a fuggire e si presenta da Dylan Dog per chiedere aiuto. Intanto a Londra alcune persone iniziano a vedere mostri allucinanti, e anche Dylan non è immune da queste visioni.

## L'inquilino misterioso
Rhonda Mitchell vive in un condominio in cui avvengono fenomeni inspiegabili, ritenendo quindi che sia infestato. Dopo l'inutile intervento dell'esorcista della zona, Rhonda si reca da Dylan Dog, per conto di tutti i condomini, per chiedere aiuto.

## Nightmare Tour
Un tour operator decide di organizzare una visita guidata nei luoghi su cui è intervenuto Dylan Dog durante la risoluzione dei suoi casi. Quando i partecipanti al tour inizieranno ad essere uccisi, Dylan dovrà intervenire suo malgrado.  
- In questo albo appaiono alcuni dei criminali con cui Dylan Dog ha avuto a che fare. Essi sono: Cameron Garko, apparso nel numero 139 "Hook L'Implacabile"; Conrad West, lo stilista assassino del numero 141 "L'Angelo Sterminatore"; Terence Samuelson, il vampiro apparso nel numero 147 "Polvere di Stelle"; Timothy Penderwhile, il commesso viaggiatore del numero 152 "Morte A Domicilio" e la Donna Urlante, protagonista dell'omonimo albo (numero 167).

## Un fantasma a Scotland Yard
L'ispettore Bloch è costretto a chiedere l'aiuto di Dylan Dog, pare infatti che un fantasma dalle sembianze femminili si aggiri per i corridoi di Scotland Yard, uccidendo chiunque gli capiti a tiro in una strana regola del contrappasso.